# CDNA

Komplementær DNA, eller cDNA (fra engelsk: complementary DNA) er dobbelt-strenget DNA, der syntetiseres fra en enkeltstrenget RNA-skabelon (f.eks. mRNA eller microRNA) i en reaktion katalyseret af enzymet revers transkriptase. cDNA bruges ofte til at klone eukaryotiske gener i prokaryoter. Når forskere ønsker at udtrykke et specifikt protein i en celle, der ikke normalt udtrykker det protein (dvs. et heterologt udtryk), vil de overføre den cDNA, der koder for proteinet, til modtagercellen. cDNA produceres også naturligt af retrovira (såsom HIV-1, HIV-2, Simian Immunodeficiency Virus, osv.) og integreres derefter i værtens genom, hvor det skaber en provirus.
Begrebet cDNA bruges også, typisk indenfor bioinformatik, til at henvise til en mRNA-transskripts sekvens, udtrykt som DNA-baser (GCAT) snarere end RNA-baser (GCAU).